# Zirándaro
Zirándaro é um município mexicano do estado de Guerrero. 
Seu nome original era Zirándaro de los Chávez.